# 에스타디오 호세 리코 페레스
에스타디오 호세 리코 페레스(스페인어: Estadio José Rico Pérez)는 스페인 알리칸테의 다목적 경기장이다. 이 경기장에서 주로 축구 경기를 진행하는데, 에르쿨레스의 안방 구장이다. 이 경기장은 스페인이 개최한 1982년 FIFA 월드컵의 본선 경기를 개최하기도 했다. 29,500명을 수용할 수 있는 이 경기장은 스페인에서 19번째로 가장 큰 경기장이며, 발렌시아 주에서 3번째로 큰 구장이다. 이 경기장은 1974년에 개장하였는데, 알리칸테 도심에서 3km가량 떨어져 있다. 이 경기장의 명칭은 에르쿨레스의 전 회장 호세 리코 페레스의 명칭을 따 명명되었다.

## 갤러리

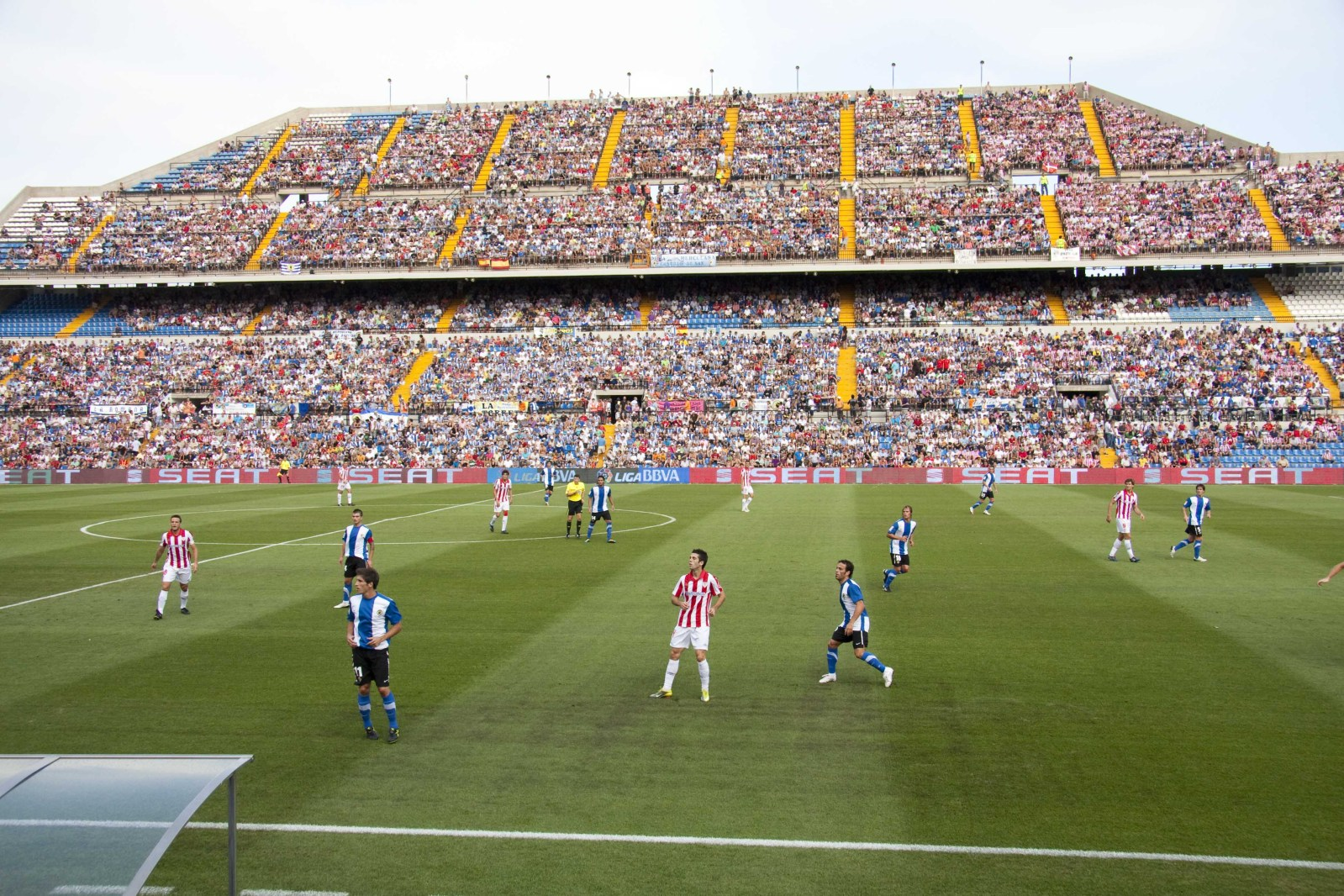
2010년 경기장 내부
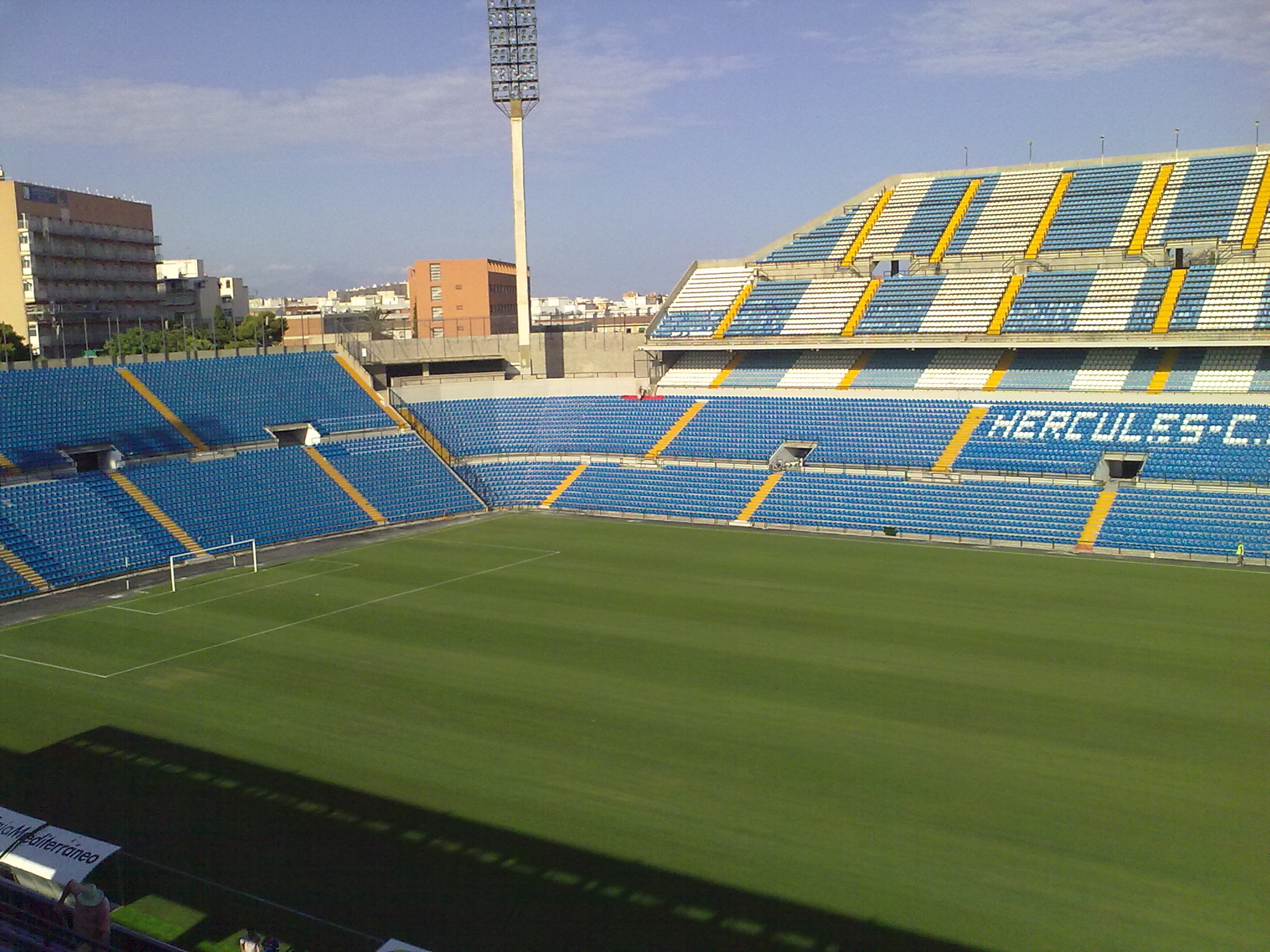
2010년 경기장 내부
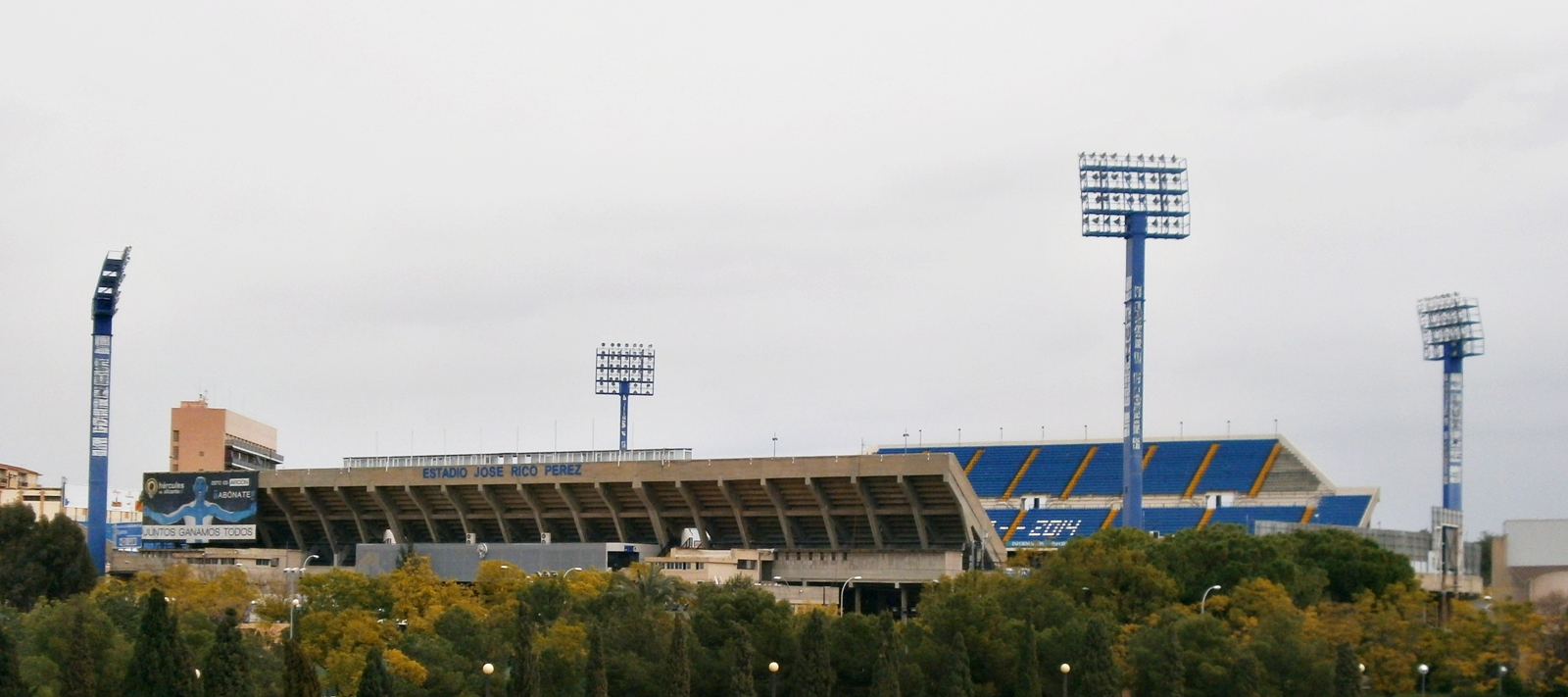
경기장 외부
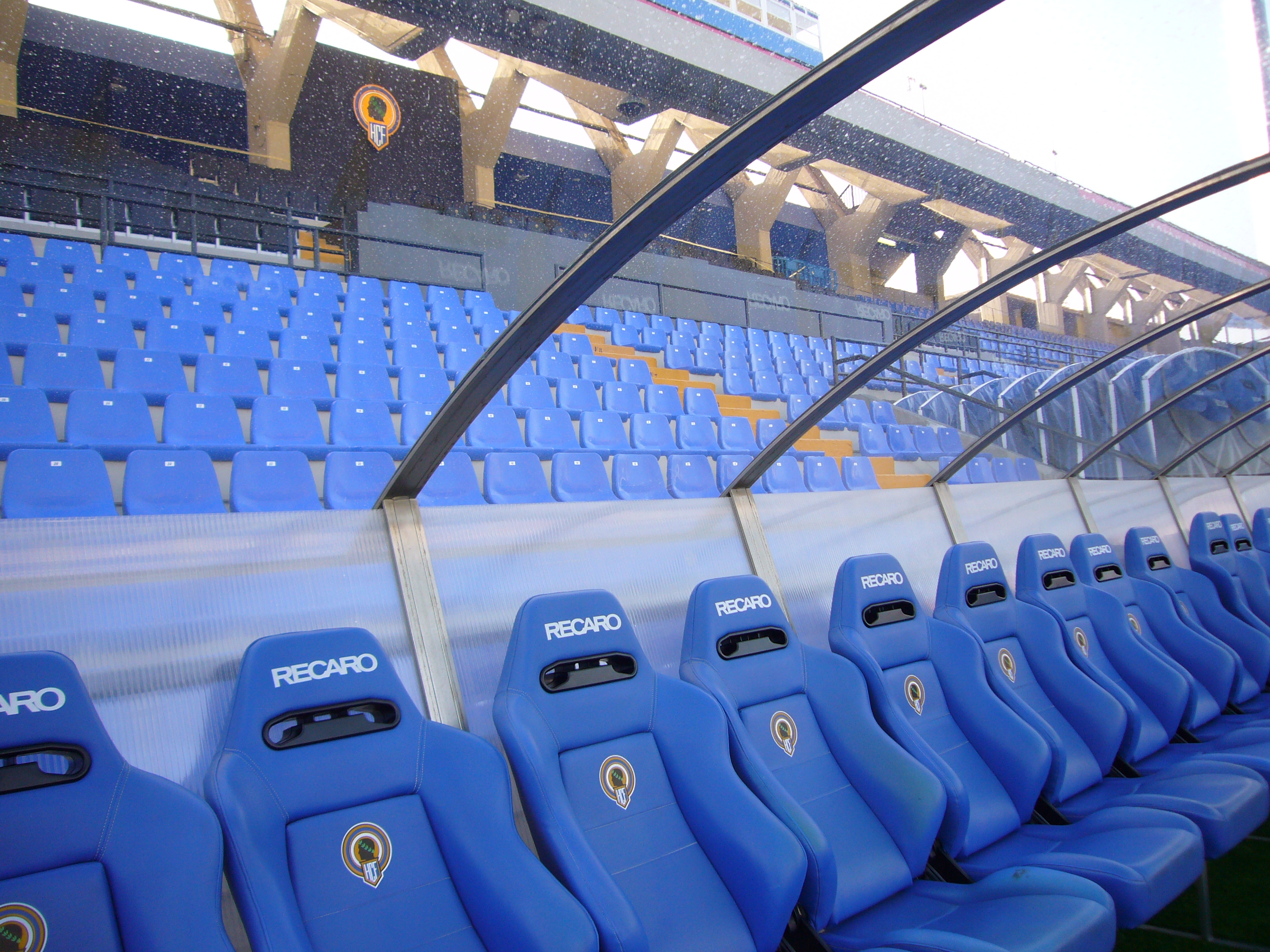
선수단 대기석

## 기록

### 1982년 FIFA 월드컵
이 경기장은 1982년 FIFA 월드컵 경기를 개최한 경기장들 중 하나로, 다음의 경기들을 진행했다:
| 날짜            | 팀 1       | 결과 | 팀 2       | 라운드              | 관중 수 |
| --------------- | ---------- | ---- | ---------- | ------------------- | ------- |
| 1982년 6월 18일 | 아르헨티나 | 4–1  | 헝가리     | 3조 (1차 조별 리그) | 32,093  |
| 1982년 6월 23일 | 아르헨티나 | 2–0  | 엘살바도르 | 3조 (1차 조별 리그) | 32,093  |
| 1982년 7월 10일 | 폴란드     | 3–2  | 프랑스     | 3위 결정전          | 32,500  |

### 2002년 FIFA 월드컵 유럽 지역 예선
| 날짜            | 팀 1   | 스코어 | 팀 2         | 라운드 |
| --------------- | ------ | ------ | ------------ | ------ |
| 2001년 3월 24일 | 스페인 | 5 - 0  | 리히텐슈타인 | 7조    |